# Syjonistyczna Organizacja Ameryki
Syjonistyczna Organizacja Ameryki (ang. Zionist Organization of America, ZOA; hebr. ארגון ציוני אמריקה) – pierwsza oficjalna żydowska organizacja syjonistyczna działająca w Stanach Zjednoczonych. Jest głównym przedstawicielem amerykańskich Żydów w Światowej Organizacji Syjonistycznej.

## Historia
Syjonistyczna Organizacja Ameryki została założona w 1897 jako Federacja Amerykańskich Syjonistów (ang. Federation of American Zionists, FAZ). Federacja powstała podczas konferencji w Baltimore, na której delegaci żydowskich społeczności syjonistycznych działających w Stanach Zjednoczonych przyjęli konstytucję. Na prezydenta wybrano Richarda Gottheil, a honorowym sekretarzem został Stephen S. Wise. Federacja powstała w celu wspierania idei utworzenia żydowskiej siedziby narodowej w Palestynie.
Wraz z siostrzanymi organizacjami syjonistycznymi Hadassah, Kobiecą Syjonistyczną Organizacją Ameryki, partiami politycznymi syjonizmu socjalistycznego Poalej Syjon i syjonizmu religijnego Mizrachi, ZOA była najważniejszym głosem amerykańskich Syjonistów. Jednak siła organizacji była mocno ograniczona, ponieważ większość amerykańskich Żydów i Amerykański Komitet Żydowski (ang. American Jewish Committee) byli początkowo silnymi przeciwnikami ruchu syjonistycznego. Syjonizm zaczął zyskiwać większą popularność na początku XX wieku, kiedy w jego działalność zaangażował się prawnik Louis Brandeis. Do 1917 przywództwo Brandeis’a przyniosło 200 tysięcy nowych członków i zapewniło mocną pozycję finansową ruchu syjonistycznego. W ciągu tego krótkiego czasu Syjonistyczna Organizacja Ameryki stała się znacznie silniejsza od swojego europejskiego odpowiednika.
Po II wojnie światowej organizacja przyczyniła się do uzyskania poparcia prezydenta Harry Trumana i Kongresu Stanów Zjednoczonych dla uznania niepodległości państwa Izrael.

## Prezydenci ZOA
Kolejnymi prezydentami ZOA byli: Louis Brandeis, Abba Hillel Silver i dr Emanuel Neumann.